# Miss International 1974
Miss International 1974, quattordicesima edizione di Miss International, si è tenuta presso Tokyo, in Giappone, il 9 ottobre 1974. La statunitense Karen Brucene Smith è stata incoronata Miss International 1974.

## Risultati

### Piazzamenti
| Risultato finale        | Concorrente |
| ----------------------- | --- |
| Miss International 1974 | - Stati Uniti - Karen Brucene Smith |
| 2ª classificata         | - Regno Unito - Joanna Booth |
| 3ª classificata         | - Finlandia - Riitta Raunio |
| 4ª classificata         | - Tahiti - Micheline Mira Vehiatua |
| 5ª classificata         | - Australia - Monique Daams |
| Semifinaliste           | - Belgio - Marie-Rose Pieters - Colombia - Beatriz Cajiao Velasco - Corea del Sud - Kang Young-sook - Giappone - Hideko Shigekawa - Grecia - Anny Tatsopoulou - Italia - Feliciana Del Spirito - Nicaragua - Maria Rivas Argüello - Nuova Zelanda - June St. Clair Buchanan - Spagna - Consuelo Martín López - Svezia - Monica Söderqvist |

### Riconoscimenti speciali
| Riconoscimento        | Concorrente                           |
| --------------------- | ------------------------------------- |
| Miss Photogenic       | - Australia - Monique Francisca Daams |
| Miss Friendship       | - Messico - Alicia Elena Cardona Ruiz |
| Best National Costume | - Paesi Bassi - Nanna Beestra         |

## Concorrenti
- Argentina - Nilda Maria Yamaguchi
- Australia - Monique Francisca Daams
- Austria - Margit Schwarzer
- Belgio - Marie-Rose Pieters
- Bolivia - Dilian Nela Martínez
- Brasile - Janeta Eleomara Hoeveler
- Canada - Sandra Margaret Emily Campbell
- Cile - Maria del Carmen Bono
- Colombia - Beatriz del Carmen Cajiao Velasco
- Corea del Sud - Kang Young-sook
- Costa Rica - Ilse Marie Von Herold
- Danimarca - Lone Andersen
- Filippine - Erlynn Reyes Bernardez
- Finlandia - Riitta Johanna Raunio
- Francia - Josiane Bouffeni
- Germania - Martina Maria Zanft
- Giappone - Hideko Shigekawa
- Grecia - Anny Tatsopoulou
- Guam - Roseann Janice Waller
- Hawaii - Ann Tomoko Yoshioka
- Honduras - Rosario Elena Carvajal
- India - Leslie Jean Hartnett
- Indonesia - Lydia Arlini Wahab
- Irlanda - Yvonne Costelloe
- Islanda - Thorunn Stefansdóttir
- Italia - Feliciana Chantal Del Spirito
- Lussemburgo - Carmen Marcolini
- Malaysia - Amy Theresa Sibert
- Messico - Alicia Elena Cardona Ruiz
- Nicaragua - Maria Amanda Rivas Argüello
- Nuova Zelanda - June St. Clair Buchanan
- Paesi Bassi - Nanna Beestra
- Portogallo - Irene Mendes Teixeira
- Regno Unito - Joanna Margaret Booth
- Singapore - Valerie Oh Choon Lian
- Spagna - Consuelo "Chelo" Martín López
- Sri Lanka - Dayangani Priyanthi Nanayakkara
- Stati Uniti - Karen Brucene Smith
- Svezia - Monica Söderqvist
- Svizzera - Astrid Maria Angst
- Tahiti - Micheline Mira Vehiatua
- Thailandia - Uvadee Sirirachata
- Turchia - Sevsin Canturk
- Uruguay - Mirta Grazilla Rodríguez
- Venezuela - Marisela Carderera Marturet